# ريوتارو إيشيدا
ريوتارو إيشيدا (باليابانية: 石田 凌太郎) (مواليد 13 ديسمبر 2001) هو لاعب كرة قدم ياباني.

## وصلات خارجية
- ريوتارو إيشيدا على موقع رابطة كرة القدم اليابانية للمحترفين (اليابانية)
- ريوتارو إيشيدا على موقع قاعدة بيانات كرة القدم.إي يو (الإنجليزية)
- ريوتارو إيشيدا على موقع Soccerway.com (الإنجليزية)
- ريوتارو إيشيدا على موقع عالم كرة القدم.نت (الإنجليزية)